# Aracaju-Santa Maria flygplats
Aracaju-Santa Maria internationella flygplats (portugisiska: Aeroporto Internacional de Aracaju-Santa Maria) är en flygplats i Aracaju i Sergipe i Brasilien.  Flygplatsen ligger 7 meter över havet.
Terrängen runt flygplatsen är platt. Havet är nära flygplatsen åt sydost.Trakten är tätbefolkad. Närmaste större samhälle är Aracaju, 8,1 km norr om flygplatsen.